# Ken Mattingly
Thomas Kenneth "Ken" Mattingly II (Chicago, 17 marzo 1936 – Cincinnati, 31 ottobre 2023) è stato un astronauta statunitense.

## Biografia

### Studi e servizio militare
Mattingly frequentò la Miami Edison High School a Miami, Florida ed in seguito studiò tecnica aerea e spaziale presso l'Università di Auburn (Alabama). Terminati gli studi, si arruolò nel 1958 nella Marina degli Stati Uniti, dove venne addestrato come pilota. Prestò servizio su due portaerei, più precisamente sulla USS Saratoga (CV-60) e sulla USS Franklin D. Roosevelt (CV-42). Nel 1965 iniziò un ulteriore periodo di studi presso la Air Force Aerospace Research Pilot School.

### Programma Apollo
Mattingly fece domanda alla NASA ed il 4 aprile 1966 venne presentato al pubblico con il quinto gruppo di astronauti.
Gli fu assegnato l'incarico speciale di contribuire alla ricerca ed all'ottimizzazione della tuta spaziale per le missioni sulla Luna.
Pochi mesi dopo il suo ingresso alla NASA, cioè verso la fine del 1966, venne assegnato alla "Support Crew" (equipaggio di supporto) del terzo volo Apollo con persone a bordo. La missione allora venne ancora denominata come missione E e solo dopo le venne assegnato il numero di Apollo 8.
Mattingly contribuì fra l'altro come radiofonista di contatto con l'equipaggio (Capcom). Pure in occasione del volo di Apollo 11 fece parte della "Support Crew" e assunse il ruolo di Capcom.
Essendo uno degli esperti del modulo Apollo, il 6 agosto 1969 venne nominato pilota del modulo di comando (CM) per la missione Apollo 13, senza mai aver fatto parte di un equipaggio di riserva. La prassi era del tutto nuova, perché fino a quel momento i vari equipaggi di supporto completi diventavano gli equipaggi di riserva di future missioni per diventare equipaggi effettivi nella terza missione successiva (così come, per esempio, previsto per l'equipaggio di riserva di Apollo 11 che avrebbe dovuto volare su Apollo 14 - anche se poi fu nominato per Apollo 13).
Pochi giorni prima del lancio (previsto per l'11 aprile), più precisamente il 6 aprile 1970, si scoprì che il pilota di riserva del modulo lunare, Charles Duke, era affetto da rosolia. Per gli altri due membri dell'equipaggio (James Lovell e Fred Haise) ciò non significava un problema, mentre si scoprì che Mattingly non aveva ancora avuto tale malattia. Onde evitare il rischio che Mattingly si ammalasse durante il volo nello spazio, la NASA il 9 aprile decise di sostituire Mattingly con il pilota di riserva del modulo di comando Jack Swigert.
Mattingly non si ammalò di rosolia e poté dunque contribuire all'azione di salvataggio degli astronauti di Apollo 13 che si trovavano in una situazione di grave emergenza in seguito ad un'esplosione avvenuta a bordo.
Il 16 aprile 1972 Mattingly partì per il suo primo volo nello spazio quale pilota del modulo di comando di Apollo 16. Al ritorno dalla Luna Mattingly uscì dal modulo di comando "Casper" per delle attività extraveicolari (EVA). Tale esercitazione non era ancora prevista durante la missione di Apollo 13.
Mattingly svolse pure durante l'ultima missione del programma Apollo (Apollo 17), nel dicembre 1972, il ruolo di Capcom.

### Space Shuttle
Terminato il programma lunare "Apollo", Mattingly assunse nel 1973 la direzione dell'Astronaut Office Support per la navetta Space Shuttle allora in programma. Nel 1978 divenne assistente tecnico per i voli d'esercitazione e verso la fine del 1979 divenne direttore del gruppo di lavoro per il lancio e la fase di rientro dell'Astronaut Office. Svolse tale incarico fino all'aprile del 1981, mese nel quale venne deciso che Mattingly dovesse nuovamente prepararsi per l'attività di astronauta.
Per i voli d'esercitazione STS-2 nel novembre 1981 e STS-3 nel marzo 1982, Mattingly ebbe il ruolo di comandante di riserva.
La sua seconda missione nello spazio si svolse dal 27 giugno al 4 luglio 1982. Mattingly era comandante del volo d'esercitazione STS-4 della navicella spaziale "Columbia". Pilota di questa missione era Henry Hartsfield.
A partire dal 1983, Mattingly assunse la direzione di un reparto della NASA che collaborava strettamente con il ministero della difesa americano.
Mattingly era pure previsto quale comandante del volo STS-10, nel novembre 1983. Obbiettivo di tale missione era di portare in orbita un satellite di osservazione per il ministero della difesa americano. La missione venne cancellata a causa del ritardo nella costruzione di tale satellite. Così successe pure per il volo STS-41-E, previsto per il luglio 1984 con Mattingly quale comandante.
Finalmente, il 24 gennaio 1985, Mattingly poté partire per il suo terzo volo nello spazio, a bordo dello Space Shuttle "Discovery". Era comandante della missione STS-51-C, con obbiettivi per il ministero di difesa americano, portando in orbita diversi satelliti.
In totale Mattingly è stato nello spazio per 21 giorni in tre missioni.

### Dopo la NASA
Nel giugno 1986 Mattingly lasciò la NASA per ritornare alla marina americana. Ebbe l'incarico di manager dei programmi per i satelliti. Lasciò la US-Navy nel 1990 con il grado di ammiraglio, passando all'industria.
Presso la Grumman a Reston, Virginia, lavorò nel programma per le basi spaziali. Nel 1993 passò alla General Dynamics a San Diego, dove assunse la responsabilità per lo sviluppo del razzo Atlas. Tutto il suo ramo commerciale venne venduto a Martin Marietta ed inserito nella ditta Lockheed Martin. In questa ditta Mattingly, per un breve periodo, diresse lo sviluppo della navicella spaziale X-33.
Dal 1998 Mattingly fu amministratore unico della Rocket Development Company a Los Alamitos, California. Si tratta di una ditta che sviluppa sistemi di trasporto nello spazio economici. Fece parte del consiglio di amministrazione (dal luglio del 1999) della società madre, la Universal Space Network.
Mattingly è morto nel 2023.

## Vita privata
Ken Mattingly divorziò due volte. Ebbe un figlio (Thomas Ken III, nato nel 1972) con la prima moglie.